# 하치마스

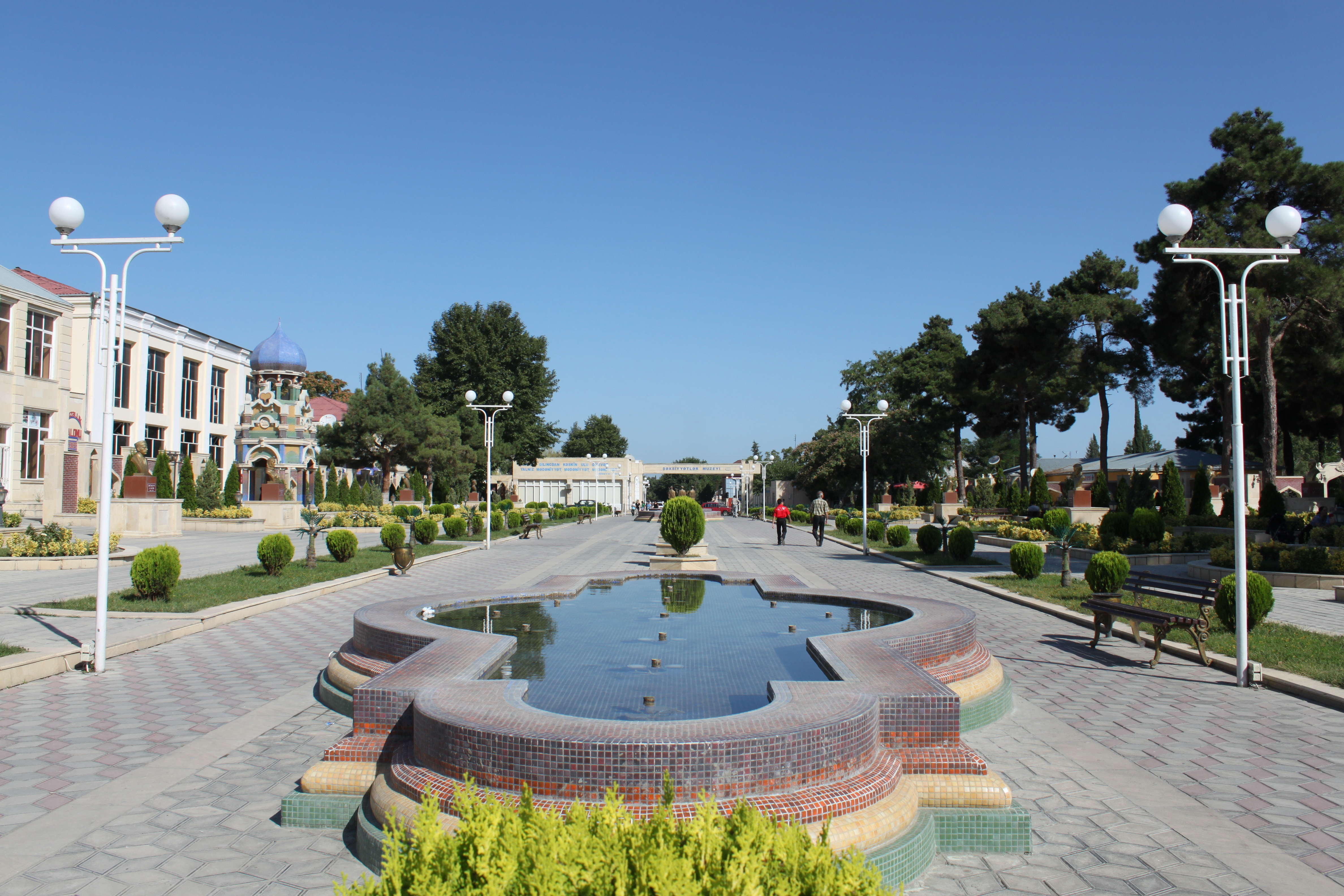

하치마스(아제르바이잔어: Xaçmaz)는 아제르바이잔의 도시로 하치마스 구의 행정 중심지이며 높이는 42m, 인구는 40,976명(2010년 기준)이다.